# Râul Chalumna
Râul Chalumna (în limba xhosa: Tyolomnqa) este un râu din Eastern Cape, Africa de Sud. Are o lungime de aproximativ 78 km, formându-se la confluența a două râuri mici, Qugwala în vest și Mtyolo în est. Se varsă în Oceanul Indian printr-un estuar lângă Plaja lui Kayser.
Bazinul său de captare de 441 km2 îl face unul dintre cele mai mici bazine hidrografice de pe coasta de est a Africii de Sud. Afluenții săi sunt Nyatyora, Nxwashu, Quru și Mpintso în stânga și Rode, Twecu și Tsaba în dreapta. Gura sa de vărsare este situată la aproximativ 45 km sud-vest de Estuarul Buffalo la East London. Anghila lungă africană (Anguilla mossambica) este comună în apele sale.

## Istoric
În 1938, lângă gura acestui râu, căpitanul Hendrik Goosen a scos la traul o captură de pește, dintre care Marjorie Courtenay-Latimer a păstrat unul. Acest pește a fost identificat mai târziu ca un celacant, o specie despre care se credea anterior a fi dispărută de mult și era la acel moment cunoscută doar din înregistrările fosile. După descoperire, numele râului Chalumna a devenit parte a denumirii științifice a speciei, Latimeria chalumnae.
Din punct de vedere istoric, râul Chalumna a format granița de nord a fostului țărm Ciskei până la 27 aprilie 1994, când toate regiunile politice din epoca Apartheidului au fost reîncorporate în Africa de Sud.